# Shōkoku-ji
Shōkoku-ji (相 国寺), formelt kaldt Mannen-zan Shōkoku Shōten Zenji (万年 山 相 國 承天 禅寺), er et buddhistisk tempel i det nordlige Kyoto, der blev grundlagt i 1382 af Ashikaga Yoshimitsu.

## Historie
Shōkoku-ji blev grundlagt i midten Muromachi-perioden. Den oprindelige konstruktion af de centrale tempelstrukturer blev påbegyndt i 1383, og hele templet blev oprindeligt færdiggjort i 1392. I den ottende måned af Meitoku's tredje år organiserede Yoshimitsu en stor banket med deltagelse af alle kejserlige hofs store officerer og de militære ledere af den tid. Pomp og ceremoni ved indvielsen siges at have modsvaret en kejserlig begivenhed.
I 1383 blev Zen-mesteren Shun'oku Myōha (春 屋 妙 葩) (1311-1388) udpeget af Yoshimitsu som grundlæggende abbed . Myōha insisterede dog på, at den officielle ære blev overordnet tildelt hans egen lærer, Musō Soseki. Den formelle beslutning om at yde denne posthume ære blev proklameret i 1385.
Hele tempelkomplekset blev ødelagt af en brand i 1394; men genopbygningen finansieret af Yoshimitsu fulgte snart efter. Templet komplekset er blevet genopbygget mange gange gennem århundrederne, især under Onin-krigen.
Efter Muromachi-perioden blev Shōkoku-ji støttet af flere nationale ledere som Toyotomi Hideyoshi, hans søn Toyotomi Hideyori og Tokugawa Ieyasu, som alle hjalp med at finansiere templets forskellige genopbygningsprojekter.
- Hideyori finansierede 1605 rekonstruktionen af Hattō (Dharma Hallen); og denne struktur, udpeget som en vigtig kulturel ejendom, er for tiden den ældste bygning af sin art i Japan.
- Ieyasu donerede Sanmon (Bjergporten) i 1609.
- Kejser Go-Mizunoo donerede en kejserlig paladsbygning til at fungere som Kaisando (Stifterhallen).

Andre bygninger blev rekonstrueret i denne periode, men med den bemærkelsesværdige undtagelse fra 1700-tallet hatto blev templet komplekset i høj grad ødelagt under konfronteringen af 1788.

## Drage
Hattō-hallen (法堂) har på sit lidt kuplede loft et stort maleri af en drage. Maleriet blev udført af Kanō Mitsunobu (1565-1608). Dragen symboliserer regnen af buddhistiske lære. Når man klapper i hænderne sammen, lyder lyden mellem det svagt kuperede loft og det brolagte stengulv, der giver ekko i hele hallen som om det var dragens torden.
Hovedhallen i Kennin-ji i Kyoto har også en stor drage på loftet.

## Buddhistisk center
Shōkoku-ji anses for at være en af de såkaldte Kyoto Gozan eller "fem store Zen templer i Kyoto". Det blev rangeret den anden af Kyoto i middelalderen. I kort tid i 1392 blev Shōkoku-ji anset for først blandt Gozan.
Shōkoku-ji er en af fjorten autonome grene af Rinzai-skolen af japansk Zen. I dag er templet hovedkvarter for Shōkoku-ji-grenen af Rinzai Zen, med over halvtreds tilknyttede templer, herunder den berømte Gyldne Pavillon og Sølv Pavillon-templerne i Kyoto.
Jotenkaku Museum er placeret i templets lokaler.